# سیارک ۲۱۹۲
سیارک ۲۱۹۲ (به انگلیسی: 2192 Pyatigoriya، نامگذاری:1972HP) دو هزار و صد و نود و دومین سیارک کشف شده‌است که در ۱۸ آوریل ۱۹۷۲ کشف شد.
قدر مطلق سیارک برابر ۱۱٫۳۰ است.